# Flustra pedunculata
Flustra pedunculata is een mosdiertjessoort uit de familie van de Flustridae. De wetenschappelijke naam van de soort werd in 1884, als Carbasea pedunculata, voor het eerst geldig gepubliceerd door Busk.